# Rinovírus
Rinovírus são um grupo de vírus da família dos picornavírus, com genoma de RNA de sentido positivo simples (usado directamente na síntese das proteínas). Não possuem envelope bilípidico, têm capsídeo icosaédrico e são altamente resistentes. São divididos em 3 espécies RV-A; RV-B e RV-C tendo sido este último descoberto recentemente, dentre as espécies são verificados mais de 100 sorotipos como um elevado grau de variabilidade antigênica. É considerado como causador de mais de 50% dos casos de resfriado comum, causando um relevante impacto financeiro em consultas médicas, medicamentos para tratamento de sintomas e dias de trabalho perdido.

## Patologias
São a mais comum causa de resfriado. Há mais de 100 sorotipos. Embora por muito tempo se tenha acreditado que estes vírus preferem temperaturas mais baixas que os 37 °C, razão pela qual teoricamente não se disseminariam e infectariam somente vias respiratórias superiores, nas últimas décadas foi demonstrado que a replicação viral acontece em uma faixa de 33 °C à 37 °C, e com o avanço nas técnicas de biologia molecular tem se demonstrado a importância deste patógeno como causador de infecções do sistema respiratório inferior, estando associado com a complicações de quadros de asma, fibrose cística, bronquite e pneumonia. Principalmente em crianças, idosos e imunocomprometidos.

## Transmissão
A transmissão é pela inalação de gotículas infectadas de espirros e tosse no ar ou por contato direto com o vírus, por exemplo num aperto de mão antes de coçar o olho. As infecções são mais comuns onde há maior aglomeração de pessoas, como em ambientes de trabalho ou estudo e em meios de transporte público ou durante época de chuva ou frio. É comum no mundo todo e durante o ano todo. Como há mais de 100 sorotipos, a infecção por um deles não protege contra os outros noventa e nove, apesar de criar imunidade para esse sorotipo.

## Tratamento
Atualmente não há terapias antirretrovirais aprovadas para o tratamento da infecção por rinovírus, ficando então o tratamento restrito ao controle dos sintomas, como uma doença auto limitada a infecção tende a cessar entre 7-14 dias. Muitos compostos vem sendo testados para o tratamento da infecção viral, entretanto ainda se lida com complicações como baixa eficiência in vitro e alta toxicidade.
O desenvolvimento de vacinas contra o vírus também encontram problemas na grande variabilidade antigênica encontrada entre os sorotipos, pois havendo mais de 100 sorotipos diferentes e uma baixa taxa de neutralização cruzada entre os sorotipos o desenvolvimento de uma vacina eficaz se torna um desafio.